# Bakassi Boys
Die Bakassi Boys ist eine vigilante Gruppe in Nigeria. Sie entstand 1999 in der Stadt Aba im Bundesstaat Abia.
Unter Duldung, Unterstützung und manchmal auch im offiziellen Auftrag und Bezahlung von Gouverneuren in südöstlichen Bundesstaaten Nigerias, wie Chinwoke Mbadinuju (Gouverneur von Anambra) führt diese Gruppe polizeiliche Aktivitäten durch. Die Bakassi Boys versteht sich nicht als ethnische Miliz – etwa im Unterschied zum O’odua People’s Congress (OPC) der Yoruba. Der Economist schrieb 2001 über die Gruppe, es würde so aussehen, dass die Bakassi Boys in manchen Teilen Nigerias zur Privatarmee der Gouverneure würde, die sie anheuerte.
Der Gruppe Bakassi Boys werden Menschenrechtsverletzungen wie Folterung, Verstümmelung und Hinrichtung von Verdächtigen vorgeworfen.